# Bulbul de Blanford
Pycnonotus blanfordi
Espèce
Statut de conservation UICN

 LC  : Préoccupation mineure
Le Bulbul de Blanford (Pycnonotus blanfordi) est une espèce de passereaux de la famille des Pycnonotidae.

## Répartition
Cet oiseau est endémique de Birmanie.

## Habitat
Son habitat naturel est les forêts des plaines humides subtropicales ou tropicales.